# Teodor z Rhaithu
Teodor z Rhaithu (z Faran, VI/VII wiek) – wczesnośredniowieczny pisarz, mnich i biskup. Członek wspólnoty monastycznej w Raithu na półwyspie Synaj. Autor dzieła Proparaskeue (Przygotowanie). Składa się ono z dwóch części. W pierwszej omówionych jest osiem herezji, a druga zawiera filozoficzne zapiski dotyczące chrystologii. W dziele tym Teodor usiłował pogodzić nauki Cyryla Aleksandryjskiego z nauką Soboru Chalcedońskiego. Zostało ono napisane między 580 a 620 rokiem jako objaśnienie traktatu patriarchy Antiochii Anastazego I. Niektórzy badacze utożsamiają Teodora z Raithu z Teodorem, biskupem Faran. Teodor z Faran był twórcą monoenergizmu - poglądu chrystologicznego, głoszącego, że w Chrystusie działa tylko natura boska, zaś ludzka była jedynie narzędziem. Teodor z Faran prowadził korespondencję z Sergiuszem, patriarchą Konstantynopola. Prosił go o zajęcie stanowiska w sprawie monoenergetyzmu. Został potępiony przez III Sobór Konstantynopolitański (680–681). Zmarł przed 649 lub 638 rokiem.